# Société électrique de l’Our
Die Société électrique de l’Our, kurz SEO, wurde am 29. Mai 1951 gegründet und ist eine Aktiengesellschaft nach Luxemburger Recht mit einem Grundkapital von 31 Millionen Euro. Sie betreibt das Pumpspeicherwerk Vianden an der Our zur Erzeugung von Spitzenstrom. Außerdem betreibt sie Windkraftanlagen und sieben Laufwasserkraftwerke.

## Unternehmen
Ihren Sitz hat die SEO in Luxemburg-Stadt.
Mit jeweils 40,43 % sind der Luxemburger Staat und der deutsche Energieversorgungskonzern RWE Power die größten Einzelaktionäre der Société Électrique de l’Our.
Das Unternehmen beschäftigte 2012 rund 200 Mitarbeiter und erzielte einen Umsatz von rund 40 Millionen Euro.

## Gründung
In einem Staatsvertrag zwischen dem Bundesland Rheinland-Pfalz und dem Großherzogtum Luxemburg wurde 1958 die Energiespeicherung durch das Pumpspeicherwerk Vianden vereinbart und die Société électrique de l’Our gegründet. Seitdem hat die SEO ihr Tätigkeitsfeld im Segment regenerative Energiegewinnung ausgebaut.

## Einrichtungen

Oberbecken des Pumpspeicherwerks Vianden

Das Pumpspeicherwerk Vianden hat eine installierte Leistung von 1296 MW im Turbinenbetrieb bzw. 1040 MW im Pumpbetrieb und zählt damit zu den größten Anlagen dieser Art in Europa. Es sind insgesamt elf Turbinen installiert. Die elfte Turbine wurde am 4. November 2014 in Betrieb genommen.
Die SEO betreibt (Stand 2021) außerdem sieben Laufwasserkraftwerke an der Mosel, davon vier in Frankreich und zusammen mit den Unternehmen Enovos über die Gesellschaft SOLER entlang der Sauer die Wasserkraftwerke Esch, Rosport und Ettelbrück. Alle drei Anlagen sind Eigentum des Staates Luxemburg. Sie haben eine Gesamtleistung von 47,4 MW.
Die SEO hält über ihren 50%igen Anteil an der Soler S.A. indirekte Beteiligungen an mehreren Windparks (siehe auch Liste von Windkraftanlagen in Luxemburg).
Diese Windparks hatten Mitte 2021 eine Gesamtleistung von 98,15 MW.